# Hunga rhamnoides
Espèce
Hunga  rhamnoides est une espèce de plantes à fleurs de la famille des Chrysobalanaceae. C'est un arbre endémique à la Nouvelle-Calédonie.

## Synonymes
- Hunga rhamnoides Guillaumin ex Pancher
- Licania rhamnoides Guillaumin

## Description
- Arbre de 10 m de haut[1].
- Fleurs blanchâtres sur des inflorescences courtes et denses, axillaires ou terminales[2].

## Répartition
Dans les forêts denses humides de basse altitude de Grande Terre en Nouvelle-Calédonie ainsi qu'à l'Île des Pins et à Lifou.